# Bahnhof Kikugawa
Der Bahnhof Kikugawa (jap. 菊川駅, Kikugawa-eki) ist ein Bahnhof auf der japanischen Insel Honshū, betrieben von der Bahngesellschaft JR Central. Er befindet sich in der Präfektur Shizuoka auf dem Gebiet der Stadt Kikugawa.

## Beschreibung

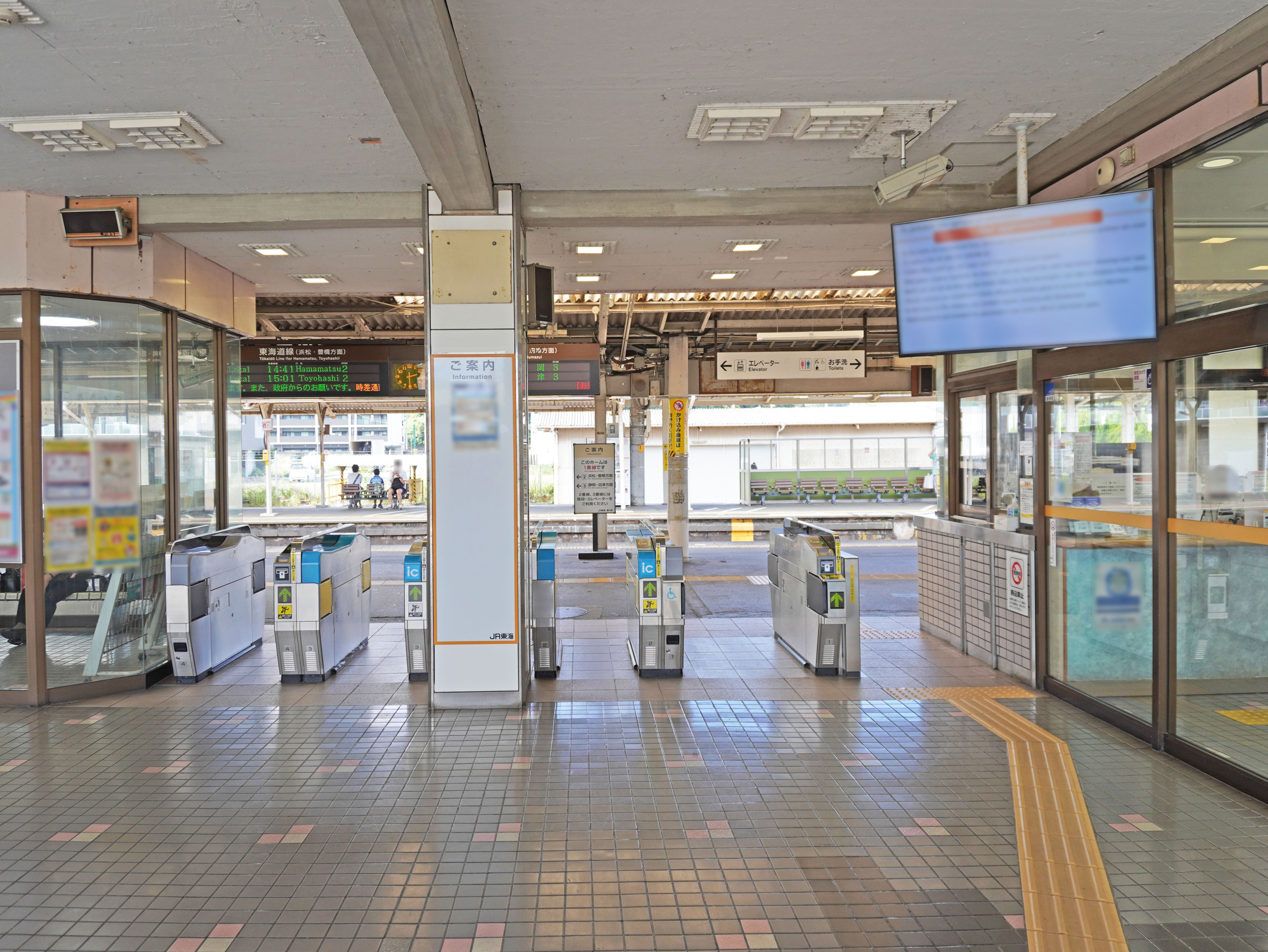
Ticketschalter (September 2022)

Kikugawa ist ein Zwischenbahnhof und früherer Anschlussbahnhof an der von JR Central betriebenen Tōkaidō-Hauptlinie, einer der bedeutendsten Bahnstrecken Japans. Regionalzüge verkehren, abhängig von Streckenabschnitt und Tageszeit, zwei- bis fünfmal pro Stunde zwischen Atami und Toyohashi. Während der Verkehrsspitzen verkehren zwischen Numazu und Hamamatsu zusätzliche Home Liner (ホームライナー), Eilzüge mit reservierten Sitzplätzen.
Der Bahnhof steht im Stadtteil Horinouchi, am nördlichen Rand des Stadtzentrums. Die Anlage ist von Osten nach Westen ausgerichtet und besitzt fünf Gleise, von denen drei dem Personenverkehr dienen. Diese liegen an einem überdachten Mittelbahnsteig und an einem Seitenbahnsteig. Eine gedeckte Überführung verbindet den Mittelbahnsteig mit dem Empfangsgebäude an der Südseite der Anlage. Zusätzlich besteht eine Unterführung als Verbindung zwischen dem Bahnhofsvorplatz und den nördlichen Stadtteilen. Vier Buslinien des Unternehmens Shizutetsu Justline nutzen die Haltestelle unmittelbar vor dem Empfangsgebäude. Weitere vier Linien des Stadtbusbetriebs von Kikugawa verkehren von einer weiteren Haltestelle in etwa hundert Metern Entfernung.
Im Jahr 2016 zählte der Bahnhof täglich durchschnittlich 4225 Fahrgäste.

## Geschichte

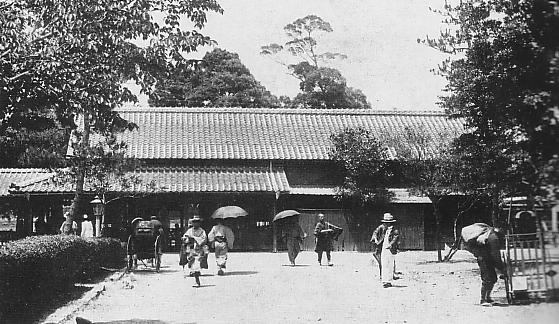
Ansicht des Bahnhofs um 1920

Die staatliche Eisenbahnverwaltung eröffnete den Bahnhof am 16. April 1889, zusammen mit dem Abschnitt Shizuoka–Hamamatsu der Tōkaidō-Hauptlinie. In den ersten Jahrzehnten seines Bestehens trug er den Namen Horinouchi (堀ノ内). Ab 1. August 1899 war der Bahnhof der nördliche Ausgangspunkt der Horinouchi-Bahn, einer Überlandstraßenbahn nach Omaezaki. Zunächst als Pferdebahn betrieben, wurde sie 1923 auf Dieselbetrieb umgestellt und schließlich am 10. Mai 1935 durch eine Buslinie ersetzt.
Zwei Jahre nach einer Gemeindefusion erhielt der Bahnhof am 10. April 1956 seinen heutigen Namen. Aus Kostengründen stellte die Japanische Staatsbahn am 1. März 1975 den Güterumschlag ein, womit auch der Betrieb auf dem Anschlussgleis zu einem Werk von Asahi Tec endete. Am 14. März 1985 wurde auch keine Gepäckaufgabe mehr angeboten. Im Rahmen der Staatsbahnprivatisierung ging der Bahnhof am 1. April 1987 in den Besitz der neuen Gesellschaft JR Central über.